# Cristais Paulista
Cristais Paulista è un comune del Brasile nello Stato di San Paolo, parte della mesoregione di Ribeirão Preto e della microregione di Franca.